# Filmfare Award/Beste Playbacksängerin
Der Filmfare Best Female Playback Award wird vom Filmfare-Magazin verliehen und ist eine Preiskategorie der jährlichen Filmfare Awards für Hindi-Filme. Der Preis für die beste Playbacksängerin wurde erstmals im Jahr 1959 vergeben. Bis 1967 gab es einen gemeinsamen Preis für Sänger und Sängerinnen, seitdem gibt es getrennte Kategorien. Häufigste Preisträgerinnen waren Alka Yagnik und Asha Bhosle, die jeweils sieben Mal gewannen.
Liste der Preisträgerinnen und Filmsongs, für die sie den Preis erhielten:
| Jahr | Sängerin                                   | Film – Song                                                      |
| ---- | ------------------------------------------ | ---------------------------------------------------------------- |
| 1959 | Lata Mangeshkar                            | Madhumati – Aaja Re Pardesi                                      |
| 1960 | siehe Filmfare Award/Bester Playbacksänger |                                                                  |
| 1961 | siehe Filmfare Award/Bester Playbacksänger |                                                                  |
| 1962 | siehe Filmfare Award/Bester Playbacksänger |                                                                  |
| 1963 | Lata Mangeshkar                            | Bees Saal Baad – Kahin Deep Jale                                 |
| 1964 | siehe Filmfare Award/Bester Playbacksänger |                                                                  |
| 1965 | siehe Filmfare Award/Bester Playbacksänger |                                                                  |
| 1966 | Lata Mangeshkar                            | Khandaan – Tumhi Mere Mandir                                     |
| 1967 | siehe Filmfare Award/Bester Playbacksänger |                                                                  |
| 1968 | Asha Bhosle                                | Dus Lakh – Garibon Ke Suno                                       |
| 1969 | Asha Bhosle                                | Shikar – Parde Mein Rehne Do                                     |
| 1970 | Lata Mangeshkar                            | Jeene Ki Raah – Aap Mujhe Achche Lagne Lage                      |
| 1971 | Sharda                                     | Jahan Pyar Mile – Baat Zara                                      |
| 1972 | Asha Bhosle                                | Caravan – Piya Tu Ab To Aaja                                     |
| 1973 | Asha Bhosle                                | Haré Rama Haré Krishna – Dum Mara Dum                            |
| 1974 | Asha Bhosle                                | Naina – Hone Lagi Hai Raat Jawan                                 |
| 1975 | Asha Bhosle                                | Pran Jaye Par Vachan Na Jaye – Chain Se Kabhi                    |
| 1976 | Sulakshana Pandit                          | Sankalp – Tuhi Sagar Hai                                         |
| 1977 | Hemalata                                   | Chitchor – Tu Jo Mere Sur Me                                     |
| 1978 | Preeti Sagar                               | Manthan – Mera Gaon Kadhapane                                    |
| 1979 | Asha Bhosle                                | Don – Yeh Mera Dil Pyaar Ka Deewana                              |
| 1980 | Vani Jairam                                | Meera – Mere To Giridhar Gopal                                   |
| 1981 | Nazia Hasan                                | Qurbani – Aap Jaisa Koi                                          |
| 1982 | Parveen Sultana                            | Kudrat – Hume Tumse Pyaar                                        |
| 1983 | Salma Agha                                 | Nikaah – Dil Ke Armaan                                           |
| 1984 | Aarti Mukherjee                            | Masoom – Do Naina Ek Kahani                                      |
| 1985 | Anupama Deshpande                          | Sohni Mahiwal – Sohni Chinab Di                                  |
| 1986 | Anuradha Paudwal                           | Utsav – Mere Man Bajo Mridang                                    |
| 1987 | kein Preis                                 |                                                                  |
| 1988 | kein Preis                                 |                                                                  |
| 1989 | Alka Yagnik                                | Tezaab – Ek Do Teen                                              |
| 1990 | Sapna Mukherjee                            | Tridev – Tirchi Topiwale                                         |
| 1991 | Anuradha Paudwal                           | Aashiqui – Nazar Ke Saamne                                       |
| 1992 | Anuradha Paudwal                           | Dil Hai Ke Manta Nahin – Dil Hai Ke Manta Nahin                  |
| 1993 | Anuradha Paudwal                           | Beta – Dhak Dhak                                                 |
| 1994 | Alka Yagnik und Ila Arun                   | Khal Nayak – Choli Ke Peeche                                     |
| 1995 | Kavita Krishnamurti                        | 1942: A Love Story – Pyaar Hua Chupke Se                         |
| 1996 | Kavita Krishnamurti                        | Yaraana – Mere Piya Ghar Aaya                                    |
| 1997 | Kavita Krishnamurti                        | Khamoshi: The Musical – Aaj Mein Upar                            |
| 1998 | Alka Yagnik                                | Pardes – Zara Tasveer Se Tu                                      |
| 1999 | Jaspinder Narula                           | Pyaar To Hona Hi Tha – Pyaar To Hona Hi Tha                      |
| 2000 | Alka Yagnik                                | Taal – Taal Se Taal                                              |
| 2001 | Alka Yagnik                                | Dhadkan – Dil Ne Yeh Kaha Dil Se                                 |
| 2002 | Alka Yagnik                                | Lagaan – O Re Chhori                                             |
| 2003 | Shreya Ghoshal und Kavita Krishnamurti     | Devdas – Dola Re                                                 |
| 2004 | Shreya Ghoshal                             | Jism – Jaadu Hai Nasha Hai                                       |
| 2005 | Alka Yagnik                                | Hum Tum – Hum Tum                                                |
| 2006 | Alisha Chinoi                              | Bunty Aur Babli – Kajra Re                                       |
| 2007 | Sunidhi Chauhan                            | Omkara – Beedi                                                   |
| 2008 | Shreya Ghoshal                             | Guru – Barso Re                                                  |
| 2009 | Shreya Ghoshal                             | Singh Is Kinng – Teri Ore                                        |
| 2010 | Kavita Seth und Rekha Bhardwaj             | Wake Up Sid – Iktara und Delhi-6 – Genda Phool                   |
| 2011 | Mamta Sharma und Sunidhi Chauhan           | Dabangg – Munni Badnaam Hui und Tees Mar Khan – Sheila Ki Jawani |
| 2012 | Rekha Bhardwaj und Usha Uthup              | 7 Khoon Maaf – Darling                                           |
| 2013 | Shalmali Kholgade                          | Ishaqzaade – Pareshaan                                           |
| 2014 | Monali Thakur                              | Lootera – Sawaar Loon                                            |
| 2015 |                                            |                                                                  |
| 2016 | Shreya Ghoshal                             | Bajirao & Mastani – Eine unsterbliche Liebe                      |